# Predošćica
Predošćica je mjesto u Primorsko-goranskoj županiji, na otoku Cresu. Administrativno, naselje pripada gradu Cresu.

## Zemljopisni položaj
Nalaze se na sjeveru otoka, u unutrašnjosti, na pola puta od grada Cresa do luke Porozina. Nadmorska visina mjesta je oko 370 m, a istočna i zapadna obala Cresa su od mjesta udaljene po 1 kilometar. 
Najbliža naselja su Sveti Petar (5 km sjeverno) i Vodice (4 km južno).

## Stanovništvo
Prema popisu stanovništva iz 2001. godine, naselje ima 4 stanovnika.
| broj stanovnika | 74    | 74    | 60    | 63    | 73    | 70    | 102   | 129   | 65    | 65    | 53    | 30    | 15    | 8     | 4     | 3     | 1     |
|                 | 1857. | 1869. | 1880. | 1890. | 1900. | 1910. | 1921. | 1931. | 1948. | 1953. | 1961. | 1971. | 1981. | 1991. | 2001. | 2011. | 2021. |

## Galerija
- Predošćica 14. ožujka 2009.

## Vanjske poveznice
- Grad Cres: Naselja na području grada Cresa